# Prata (Paraíba)
Prata är en kommun i Brasilien. Den ligger i delstaten Paraíba, i den östra delen av landet, 1 500 km nordost om huvudstaden Brasília. Antalet invånare är 3 854. Arean är 192 kvadratkilometer.
Terrängen i Prata är platt.
Omgivningarna runt Prata är huvudsakligen savann. Runt Prata är det ganska glesbefolkat, med 26 invånare per kvadratkilometer.